# Дрвош
Дрвош (мкд. Дрвош) је насеље у Северној Македонији, у југоисточном делу државе. Дрвош је у саставу општине Босилово.

## Географија
Дрвош је смештен у југоисточном делу Северне Македоније. Од најближег града, Струмице, насеље је удаљено 12 km североисточно.
Насеље Дрвош се налази у историјској области Струмица. Насеље је положено на северном ободу плодног Струмичког поља. Северно од насеља издиже се планина Огражден. Надморска висина насеља је приближно 370 метара.
Месна клима је блажи облик континенталне због близине Егејског мора (жарка лета).

## Становништво
Дрвош је према последњем попису из 2021. године имао 614 становника.
| Национални састав према попису из 2021.‍ | Национални састав према попису из 2021.‍ | Национални састав према попису из 2021.‍ | Национални састав према попису из 2021.‍ | Национални састав према попису из 2021.‍ |
| --------------------------------------- | --------------------------------------- | --------------------------------------- | --------------------------------------- | --------------------------------------- |
|                                         |                                         |                                         |                                         |                                         |
| Македонци                               | Македонци                               |                                         | 540                                     | 87,9%                                   |
| непописани                              | непописани                              |                                         | 73                                      | 11,9%                                   |

Претежна вероисповест месног становништва је православље.